# Kakunodate (stacja kolejowa)

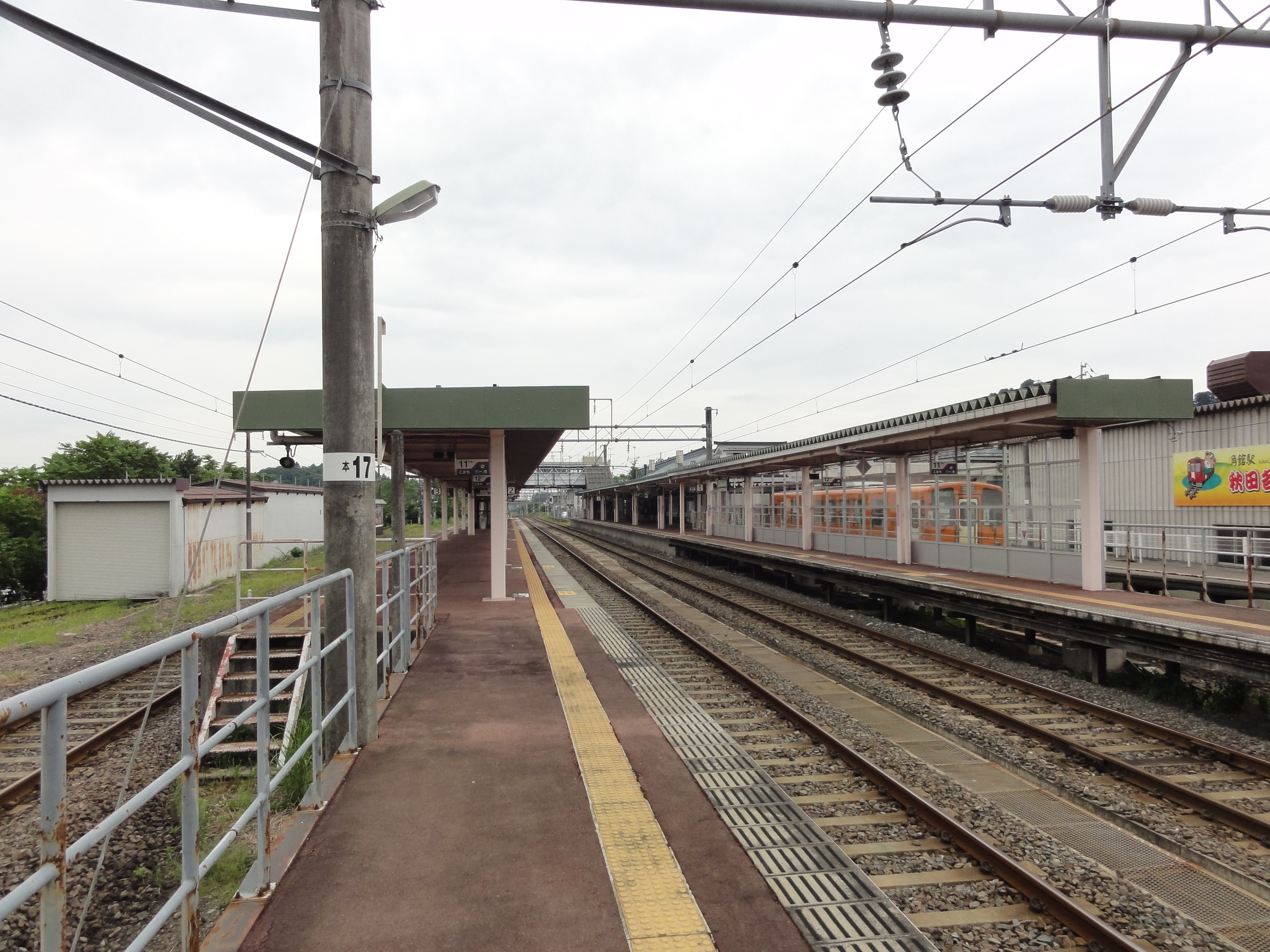
Perony

Kakunodate (jap. 角館駅 Kakunodate-eki) – stacja kolejowa w Semboku w prefekturze Akita.

## Położenie
Stacja położona jest w dzielnicy Kakunodate-machi, na osiedlu Nakasugasawa, przy granicy z Kamisugasawą.

## Linie kolejowe
Stacja jest węzłem trzech linii. Na linii Tazawako-sen leży, między stacjami Shōden i Uguisuno, a na linii Akita Shinkansen między stacjami Tazawako i Ōmagari. Dla Akita Nairiku-sen jest stacją końcową.

## Historia
Otwarta została 30 lipca 1921 roku. W 2012 roku obsługiwała średnio 688 pasażerów dziennie.